# Ратко Дугоњић
Ратомир Рато Дугоњић (Требиње, 10. јануар 1916 — Сарајево, 27. јун 1987) био је правник, учесник Народноослободилачке борбе, друштвено-политички радник СФРЈ и СР Босне и Херцеговине, јунак социјалистичког рада и народни херој Југославије.

## Биографија
Рођен је 10. јануара 1916. године у Требињу. Основну школу је завршио у родном месту, гимназију у Сарајеву, а Правни факултет у Београду. Још као ученик гимназије у Сарајеву, прикључио се револуционарном омладинском покрету. За време студија у Београду, био је један од најактивнијих чланова револуционарног студентског покрета, који је био под утицајем тада илегалне Комунистичке партије Југославије (КПЈ). Због свог великог ангажмана у покрету, Ратко је 1937. године примљен је у чланство КП Југославије.
Као члан Партије још више се ангажовао у политичком раду и највише учествовао у обнови организација Савеза комунистичке омладине Југославије (СКОЈ), које су биле разбије током Шестојануарске диктатуре. Сарађивао је Ивом Лолом Рибаром и другим члановима ЦК СКОЈ-а. По задатку Партије прешао је из Београд у Сарајево, пошто студенти права тада нису били у обавези да слушају предавања, у Београд је одлазио само да полаже испите. По завршетку Правног факултета, да би остао у контакту са студентима, по задатку Партије, 1940. године уписао је Шумарски факултет у Сарајеву.
Активно се бавио фудбалом и играо је за сарајевске клубове „Славија“ и „САШК“. Као фудбалер је често путовао у веће градове Југославије — Београд, Сплит, Љубљану, Загреб, Осијек и Скопље. Та путовања користио је за ношење илегалног партијског материјала. У то време његова веза у Загребу био је Иван Милутиновић, а у Београду Светозар Вукмановић Темпо. Године 1939. када је при Покрајинском КПЈ за Босну и Херцеговину формирана омладинска комисија Ратко Дугоњић је постао њен члан. На предлог Иве Лоле Рибара 1940. године укључен је у Централни комитет Савеза комунистичке омладине Југославије. Његов политички рад није остао неопажен од стране полиције. Још раније се нашао на списку радничких и комунистичких активиста, због чега је стално прогањан од полиције, а пред рат је ухапшен и једно време је провео у истражном затвору у Сарајеву.

### У рату
Априлски рат и окупација Краљевине Југославије, 1941. године затекли су га у Сарајеву. Неколико дана потом у Сарајево је дошао Иво Лола Рибар, где је боравио код свог рођака Миљенка Цвитковића, шпанског борца. Ратко се са њима често сусретао и активно радио на организовању новог начина илегалног рада и стању у СКОЈ-у у условима окупације. У периоду до почетка устанка, јула 1941. године, више пута је путовао у Загреб и Београд, на седнице Централног комитета СКОЈ-а и сусретао се са другим члановима ЦК СКОЈ-а — Јожом Влаховићем, Јованом Стојсављевићем и другима. Био је један од организатора устанка у Сарајеву и околини. Радио је на организовању ударних и диверзантских група, које су биле састављене углавном од скојеваца и извршавала саботаже и диверзије у граду.
Када је формиран Семизовачки партизански одред, постављен је за његовог политичког комесара. Са одредом је учествовао у првим устаничким акцијама у околини окупираног Сарајева. Септембра 1941. године налазио се у ослобођеном Ужицу, где је тада било седиште ЦК КПЈ, ЦК СКОЈ-а и Врховног штаба НОП одреда Југославије. Ту му је Лола Рибар поверио дужност секретара Покрајинског комитета СКОЈ-а за БиХ и вратио се у Босну. Најпре је до почетка 1942. године боравио у источној Босни, одакле је имао директну везу са Херцеговином, али пошто није било никаквих веза са Босанском крајином, он је отишао тамо. После краћег боравка у Босанској крајини кренуо је у Херцеговину. На путу за Херцеговину, у Сеоници се сусрео са Врховним штабом и Јосипом Брозом Титом. У Херцеговини је провео око месец дана, а потом се упутио на Млиниште, где се тада, септембра 1942. године, налазио Врховни штаб. Ту се сусрео са Лолом Рибаром и Миком Шпиљком, тада јединим живим члановима Централног комитета СКОЈ-а. На састанку су одлучили да се формира ново језгро ЦК СКОЈ-а, а он је постао организациони секретар ЦК СКОЈ-а. После погибије Иве Лоле Рибара, новембра 1943. године, преузео је дужност политичког секретара ЦК СКОЈ-а и на овој дужности остао је све до 1948. године, када је СКОЈ уједињен са Народном омладином Југославије.
Као организациони секретар ЦК СКОЈ-а имао је значајног удела у организовању и активности Уједињеног савеза антифашистичке омладине Југославије (УСАОЈ). Учествовао је на оба ратна конгреса ове организације — у Бихаћу, децембра 1942. и Дрвару маја 1944. године. Вршио је и значајне функције у организовању народне власти на ослобођеној територији. Био је већник АВНО Југославије и ЗАВНО Босне и Херцеговине. Поред политичког рада учествовао је и у борбама. Једна од најзначајнијих битака у којој је учествовао је десант на Дрвар, када се са члановима СКОЈ-а и УСАОЈ-а вратио у опкољени град и учествовао у заштити прилаза пећини у којој се налазио Врховни штаб НОВ и ПОЈ.

### После рата
После ослобођења Југославије, као секретар ЦК СКОЈ-а и председник УСАОЈ-а активно је учествовао у организовању првих омладинских радних акција (Пруга „Брчко-Бановићи“ и „Шамац-Сарајево“). Био је секретар Градског комитета КПЈ у Београду, министар лаке индустрије у Влади ФНРЈ, секретар Градског комитета КПЈ у Сарајеву, председник Народног фронта Босне и Херцеговине. Потом се налазио на функцији амбасадора ФНРЈ у Народној Републици Пољској и Уједињеној Арапској Републици. После повратка у земљу, обављао је дужност председника Скупштине СР Босне и Херцеговине, од 1963. до 1967. године; председника Савезне конференције Социјалистичког савеза радног народа Југославије, од 1967. до 1974. године и Председника Председништва Социјалистичке Републике Босне и Херцеговине, од маја 1974. до априла 1978. године.
Био је члан Политбироа Централног комитета Савеза комуниста Босне и Херцеговине и члан Централног комитета Савеза комуниста Југославије, од Петог до Осмог конгреса, а од 1966. и члан Председништва ЦК СКЈ. Биран је за посланика Савезне скупштине и скупштине Босне и Херцеговине у више сазива. Био је члан Председништва СФРЈ и Савета федерације.
Умро је 27. јуна 1987. године у Сарајеву.
Носилац је Партизанске споменице 1941. и других југословенских одликовања, међу којима су — Орден јунака социјалистичког рада, Орден народног ослобођења, Орден заслуга за народ са златном звездом, Орден братства и јединства са златним венцем, Орден рада са црвеном заставом, Орден партизанске звезде са сребрним венцем и Орден за храброст. Од иностраних, одликован је 1972. године, Орденом Британског царства у рангу великог крста. Орденом народног хероја одликован је 27. новембра 1953. године.

## Занимљивости
Као гимназијалац у Сарајеву, Рато Дугоњић је четири године играо у фудбал у тадашњем прволигашу ФК Славији из Сарајева. Првотимац је постао са 17,5 година. Дебитовао је у Сарајеву, 16. јула 1933. године, на утакмици Славија – Слога 2:1. У те четири сезоне одиграо је доста утакмица и постигао голова. Две су остале упамћене, када је у сензационалној победи Славије над вишеструким прваком Краљевине Југославије, Грађанским из Загреба, у првенству 1934/35. добро играо и постигао један гол. Једну од својих најбољих игара у дресу Славије пружио је Дугоњић у првенственој утакмици против Хајдука из Сплита у Сарајеву 30. јуна 1935. године. Победила је Славија 2:1, а гол одлуке постигао је Дугоњић у 67. минути.